# Ratpenat cuallarg tacat
El ratpenat cuallarg tacat (Mops bivittatus) és una espècie de ratpenat de la família dels molòssids.
Es tracta d'una espècie africana, que es troba distribuïda pel Sudan, Etiòpia, Uganda, Kenya, Tanzània, Zàmbia, Zimbàbue i Moçambic.
Habita la sabana i les àrees rocalloses.